# Aillutticus viripotens
Aillutticus viripotens är en spindelart som beskrevs av Ruiz, Brescovit 2006. Aillutticus viripotens ingår i släktet Aillutticus och familjen hoppspindlar. Inga underarter finns listade i Catalogue of Life.